# Edwin Perkins
Edwin Perkins (n. Lewis, Iowa, US; 8 de enero de 1889 - f. 3 de julio 1961) inventó la bebida en polvo Kool-Aid en 1927, Hastings, Nebraska después de que su familia se había mudado ahí en 1893.
Como un hombre joven que trabajaba con productos como Jell-O los cuales vendía en la tienda  de abarrotes de su padre en Hendley.
Cuando perkins llegó a Hastings a la edad de treinta y un años en 1920,
Sus principales intereses eran medicinas de patente y productos para el hogar.
Con estos antecedentes, se inició la producción de una línea de más de 125 artículos "Onor-Maid" que se vendieron de puerta a puerta y por correo. Uno de los más populares fue "Fruta-Smack", un concentrado líquido con sabor a frutas. En 1927 había desarrollado una mezcla de refrescos en polvo, llamado Kool-Ade, que se envasa en sobres y se vende en las tiendas de comestibles, prometiendo 10 vasos de bebida por 10 centavos.
La demanda de este producto era tan grande que pronto tuvo ventas internacionales. En poco tiempo, el Perkins Products Company se centra por completo en el Kool-Aid, y en 1931 el Sr. Perkins se trasladó a Chicago. En 1934 se cambió el nombre a Kool-Aid. La compañía fue vendida a General Foods en 1953.
Kool-Aid se convirtió en un nombre familiar e hizo Edwin Perkins un hombre rico. Pero la familia Perkins recordó sus raíces Nebraska, donando generosamente a obras benéficas en el condado de Adams y otros lugares en el estado. Entre los regalos locales eran Perkins Recital Hall y Biblioteca Perkins en Hastings College y Perkins Pabellón en Good Samaritan Village.
- Datos: Q5346744